# Hyllisia multigriseovittata
Hyllisia multigriseovittata är en skalbaggsart som beskrevs av Báguena och Stefan von Breuning 1958. Hyllisia multigriseovittata ingår i släktet Hyllisia och familjen långhorningar. Inga underarter finns listade i Catalogue of Life.